# Ossicalciopirocloro
L'ossicalciopirocloro è un minerale del gruppo del pirocloro. Precedentemente era conosciuto come stibiobetafite per poi esser rinominato dall'IMA nell'ambito della revisione della nomenclatura del supergruppo del pirocloro.